# Federação Malaia nos Jogos Olímpicos de Verão de 1960
A Federação Malaia competiu nos Jogos Olímpicos de Verão de 1960, em Roma, Itália. Foi a segunda participação olímpica do país, que posteriormente se expandiu e passou a se chamar Malásia em 1963.